# Юлиана фон Лайнинген-Вестербург
Мария Юлиана фон Лайнинген-Вестербург (на немски: Maria Juliana zu Leiningen-Westerburg; * 29 август 1616; † 16 юли 1657) е графиня от Лайнинген-Вестербург и чрез женитби графиня на Лайнинген-Вестербург-Шаумбург и на графство Вид.
Тя е дъщеря на граф Райнхард III фон Лайнинген-Вестербург (1574 – 1655) и съпругата му графиня Анна фон Золмс-Лих (1575 – 1634), най-малката дъщеря на граф Ернст I фон Золмс-Лих (1527 – 1590) и графиня Маргарета фон Золмс-Браунфелс (1541 – 1594).
Мария Юлиана фон Лайнинген умира на 16 юли 1657 г. на 40 години.

## Фамилия
Мария Юлиана се омъжва на 11 октомври 1636 г. за първия си братовчед граф Филип Лудвиг фон Лайнинген-Вестербург (1617 – 1637), големият син на граф Христоф фон Лайнинген-Вестербург (1575 – 1635) и втората му съпруга графиня Филипа Катарина Валпургис фон Вид (1595 – 1647) Бракът е бездетен. Той умира през 1637 г.
Мария Юлиана се омъжва втори път на 20 март 1639 г. за граф Фридрих III фон Вид (1618 – 1698), най-възрастният син на граф Херман II фон Вид (1581 – 1631) и съпругата му графиня Юлиана Доротея фон Золмс-Хоензолмс (1592 – 1649).  Те имат 15 деца:
- Георг Херман Райнхард (1640 – 1690), граф на Вид, женен I. 1670 г. за Анна Тражектина ван Бредероде († 1672), II. 1676 г. за графиня Йохана Елизабет фон Лайнинген-Вестербург (1659 – 1708)
- Фердинанд Франц (1641 – 1670), каноник в Кьолн и Страсбург
- Фридрих Мелхиор (1642 – 1672)
- Йохан Ернст (1643 – 1664), убит в Ст. Готхард
- Франц Вилхелм (1644 – 1664)
- Карл Христоф (1646 – 1650)
- Юлиана Ернестина Йохана (1647– 1672), омъжена за Фердинанд фон Инхаузен-Книпхаузен († 1699)
- Мария Елеонора (1649 – 1650)
- Сибила Христина Августа (1650 – 1710), омъжена 1694 г. за граф Ханибал Йозеф фон Хайстер († 1719)
- София Елизабет (1651 – 1673), омъжена на 13 ноември 1669 г. за граф Георг Вилхелм фон Сайн-Витгенщайн-Берлебург (1636 – 1684)
- Карола Шарлота (1653 – 1653)
- Карл Лудвиг (1654 – 1673)
- Ернестина (1654 – 1723), омъжена сл. 1672 г. за фрайхер Албрехт Йобст фон Еберсвайн
- Франциска Ердмана (1655 – 1655)
- Сибила Елизабет (1657 – 1680)